# جيف بينيت (لاعب كرة قاعدة)
جيف بينيت (بالإنجليزية: Jeff Bennett)‏ هو لاعب كرة قاعدة أمريكي، ولد في 10 يونيو 1980 في Donelson, Tennessee ‏ في الولايات المتحدة.

## وصلات خارجية
- جيف بينيت على موقع دوري كرة القاعدة الرئيسي (الإنجليزية)
- جيف بينيت على موقعبيزبول رفرنس.كوم (الدوري الرئيسي) (الإنجليزية)
- جيف بينيت على موقعبيزبول رفرنس.كوم (الدوري الثانوي) (الإنجليزية)
- جيف بينيت على موقع إي إس بي إن.كوم (أم.أل.بي) (الإنجليزية)
- جيف بينيت على موقع مشجعي الرسوم البيانية (الإنجليزية)